# 轨迹球

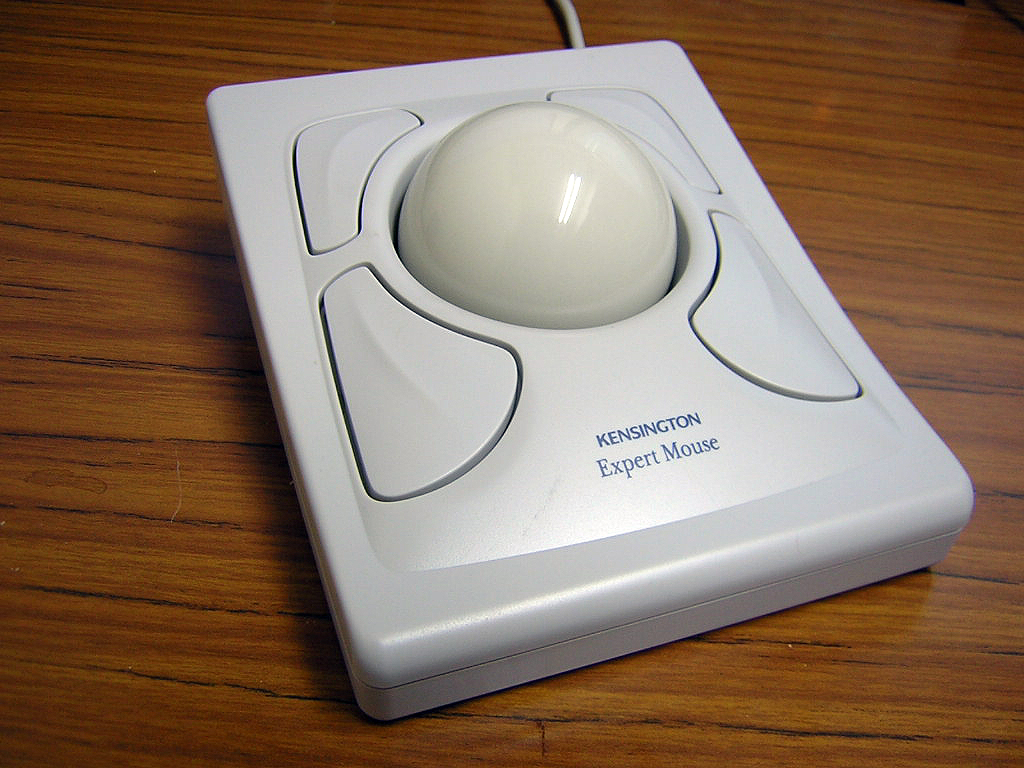
KENSINGTON公司的ExpertMouse5

轨迹球（Trackball）是和鼠标等一样的電腦定点设备的一种。

## 概要
和机械式鼠标一样，轨迹球通过读取可滚动的球滚动的方向和速度来定位。不同的是，鼠标是基座和球一起动，而轨迹球只是球在基座上滚动，基座相对桌面不动。

## 特征和優缺點
轨迹球的特点是，通过手指带动球滚动而带动屏幕上指针的移动。这样不需要整个手臂的移动。

### 優點
- 减少了整个手的疲劳度，特別是有效避免腕隧道症候群、也就是俗稱滑鼠手的職業傷害。對於已患滑鼠手的使用者，有助於減緩病狀。
- 軌跡球不需要放置在平坦表面上亦可使用。例如沙發上或大腿上。
- 軌跡球不須移動，相對可以減少一些桌面空間。一些高度電腦化的飛機，如空中巴士A380就以軌跡球做為飛行員的操作工具。
- 滑順的軌跡球和一般滑鼠上的滾輪相比，可以更快速、精準地捲動頁面。
- 可以比一般滑鼠使用長久，因其不像一般滾球滑鼠透過底部的橡膠球與桌面摩擦滾動進行控制，球體僅在基座中滾動。
- 軌跡球滑鼠設計上比較符合人體工學，尤其是食指軌跡球，可以長時間操作使用。

### 缺點
- 不利於繪製自由曲線，如小畫家、Painter等軟體。
- 有些舊型的軌跡球產品基於前述優點4的理由，忽略了滾輪的設計，這使得無內建滾輪的軌跡球在使用一些需大量配合滾輪和中鍵指令的軟體時會遇到困難，如AutoCAD、Illustrator、ArchiCAD等繪圖軟體。
- 相較於傳統滾球式滑鼠使用久了會吸附灰塵使得轉動或感應不順而需取下滾球清潔，直接接觸皮膚的軌跡球除灰塵外更會吸附油脂、毛髮等，清潔滾球的頻率比滾球式滑鼠更高（也因此軌跡球產品大多有易拆式設計）。
- 不利於玩某些遊戲（例如：osu!）
- 市面上的產品較少，目前常見的廠牌只有羅技及Kensington（英语：Kensington Computer Products Group）。
- 價格較高。

## 现状
因軌跡球滑鼠種類不多，部份愛好者會收集早期已停產的產品，如羅技有名的無限金星和水星、微軟的Trackball Explorer系列、以及肯辛頓的產品。

## 种类（按形状分）

### 食指（中指，无名指）操作类型
- Logitech

- 最新木星軌跡球4個按鍵,銀色已停產, 目前是灰色-生產中
- 第一代木星軌跡球,PS2 接頭, 只有兩個按鍵 - 已停產
- 無限金星軌跡球 (已停產)
- Cordless TrackMan Fx (已停產)

- Kensington

- Expert mouse wireless trackball, P/N: K72359 - (生產中)
- SlimBlade Trackball mouse, P/N: K72281 - (已停產)
- Orbit trackball mouse with scroll King. P/N: K72337 - 生產中
- Orbit Wireless mouse with touch scroll king. P/N: K72352 - 生產中
- Orbit Ttrackball mosue with 2 buttons only. module# 64225. - 已停產

- SANWA

- MA-TB38

- Microsoft

- Intellimouse Trackball, part No.: Mouse-S (PS2)- 已停產
- Microsoft Trackball Explorer 1.0 PS2/USB Compatible - 已停產

- Belkin

- PS2 TrackMaster, Model: F3E189 - 已停產

- ELECOM

- HUGE (M-HT1DRBK)無線版M-HT1DRBK （页面存档备份，存于）
- HUGE (M-HT1URBK)有線版M-HT1URBK （页面存档备份，存于）
- DEFT PRO (M-DPT1MRBK)M-DPT1MRBK （页面存档备份，存于）
- DEFT 無線版 (M-DT1DRBK)M-DT1DRBK （页面存档备份，存于）
- DEFT 有線版 (M-DT1URBK)M-DT1URBK （页面存档备份，存于）

### 拇指操作类型
- Logitech

- 火星軌跡球（已停產）
- 無線火星軌跡球（M570）
- MX ERGO
- ERGO M575

- ELECOM

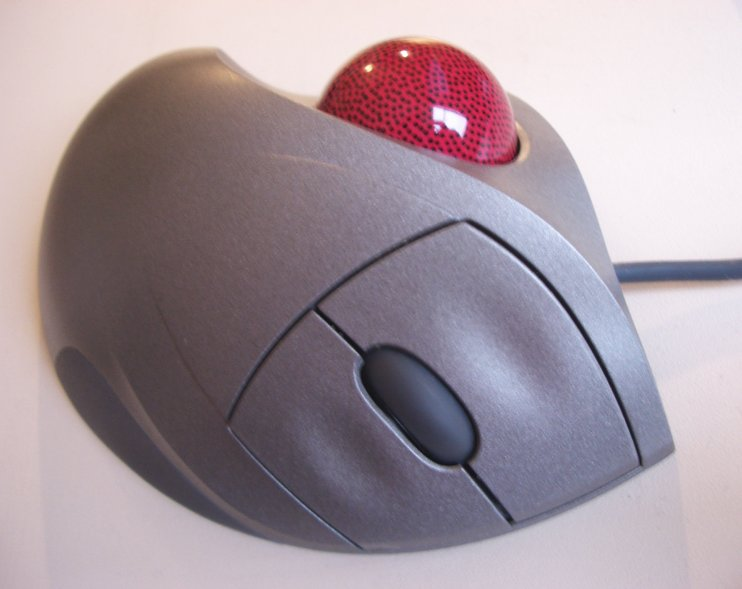
Logitech TrackMan 拇指操作的轨迹球之一

- EX-G (M-XT2DRBK)無線軌跡球滑鼠M-XT2DRBK （页面存档备份，存于）
- EX-G (M-XT4DRBK)無線軌跡球滑鼠(左手)M-XT4DRBK （页面存档备份，存于）
- EX-G (M-XT2URBK)有線線軌跡球滑鼠M-XT2URBK （页面存档备份，存于）
- EX-G pro(M-XPT1MRBK)M-XPT1MRBK （页面存档备份，存于）

## 关联项目
- 键盘
- 鼠标